# Let's Get Married (1926)
Let's Get Married is een Amerikaanse filmkomedie uit 1926 onder regie van Gregory La Cava. Destijds werd de film in Nederland uitgebracht onder de titel De zondebok.

## Verhaal
Billy Dexter is een atleet aan de universiteit. Als hij wordt gearresteerd na een knokpartij, belooft hij zijn vriendin Mary om zijn leven te beteren. Zijn vader stuurt hem naar een klant. Zij blijkt een bijbelverkoopster met een drankprobleem te zijn. Hij neemt haar mee naar het cabaret en raakt er alweer betrokken bij een vechtpartij. Billy wordt gearresteerd en veroordeeld tot 30 dagen cel. Intussen maakt hij Mary wijs dat hij missiewerk doet in het Stille Zuidzeegebied. Na zijn ontsnapping overtuigt hij haar om meteen met hem te trouwen, maar de politie zit hem op de hielen.

## Rolverdeling
| Acteur             | Personage       |
| ------------------ | --------------- |
| Richard Dix        | Billy Dexter    |
| Lois Wilson        | Mary Corbin     |
| Nat Pendleton      | Jimmy           |
| Douglas MacPherson | Tommy           |
| Gunboat Smith      | Slattery        |
| Joseph Kilgour     | Vader van Billy |
| Thomas Findley     | Vader van Mary  |
| Edna May Oliver    | J.W. Smith      |